# JPEG XR
JPEG XR（ジェイペグ エックスアール）とは、デジタルカメラやPC上などで画像情報を扱うための標準フォーマットの1つである。"JPEG"は"Joint Photographic Experts Group"を意味しており、"XR"は"Extended Range"の略である。2009年6月19日に、「ISO/IECの最終国際規格案（FDIS）投票」を通過し、「国際規格 ISO/IEC 29199-2:2009」として最終承認された。
元となった規格は、2006年に米マイクロソフトが発表したWindows Media Photo（後のHD Photo）。

## 主な特徴
- 高圧縮[注 1]
- 可逆圧縮・不可逆圧縮の双方に対応
- ハイダイナミックレンジ、アルファチャンネル、CMYKカラーモデルへの対応
- ICCプロファイル、Exif、XMPなどの各種メタデータへの対応

## JPEG XR規格の位置
画像情報を扱う標準フォーマットでは、従来最も標準的に使用されているJPEG規格がある。JPEGの3原色ごとに8ビット（256階調）までの色情報では10ビット（1024階調）まで判別可能とされる人間の認識力に対応できず、デジタルカメラが高性能化した1990年代からはカメラの性能を生かす画像フォーマットとしては限界が生じていた。
デジタルカメラで撮影する場合でも、特に一眼レフ機を使用するユーザーのように撮影画像情報をオリジナルのまま保存したい場合には、その画像情報はカメラ内部での画像情報フォーマットであるRAW画像形式で外部に取り出されることが多く、この場合には1色当り12ビット以上となり、圧縮も考慮されないため画像ファイルがかなり大きくなる。ファイルサイズの増大はフラッシュメモリやハードディスクドライブ、書き込み用DVDが廉価になっているので20世紀ほど大問題ではないが、カメラ単体での撮影枚数が制限される点では不便であり、カメラ内部ではRAW形式からJPEG形式へ変換後、フラッシュメモリ等の内部記憶チップに保存されるという使われ方が多い。この時のJPEGの変換は非可逆変換による圧縮処理であり、これによって元画像が持っていた色の階調情報は各色8ビットに切り捨てられる。
可能であるならばRAW形式かJPEG形式という2つの形式だけでなく、カメラ内部でTIFF形式やPNG形式へ変換後、カメラ内のメモリーカードに記憶するような中間的な方法があっても良さそうだが、TIFF形式やPNG形式ではJPEGの何倍ものファイルサイズとなってしまうので撮影枚数が制限される点や、TIFF形式ではほとんどのウェブブラウザが対応していない点などがデメリットとなり、保存フォーマットとしては避けられている。RAW形式では、カメラからPCなどへ画像データを移動・保管し、ウェブや携帯画像ビューワー上での表示が必要な場合に、カメラに付属のソフトウェアでRAW形式からJPEG形式に変換されることが多い。
上記のRAW形式の汎用性の低さや階調情報の問題は、JPEG XRの採用と普及によって解決できると見られていた。マイクロソフトでは、JPEG XRがISO/IEC規格となれば、ロイヤリティーを無料にするとしていた。その後、マイクロソフトはJPEG XRの使用・実装に対して特許を主張しない「Community Promise」を適用した。

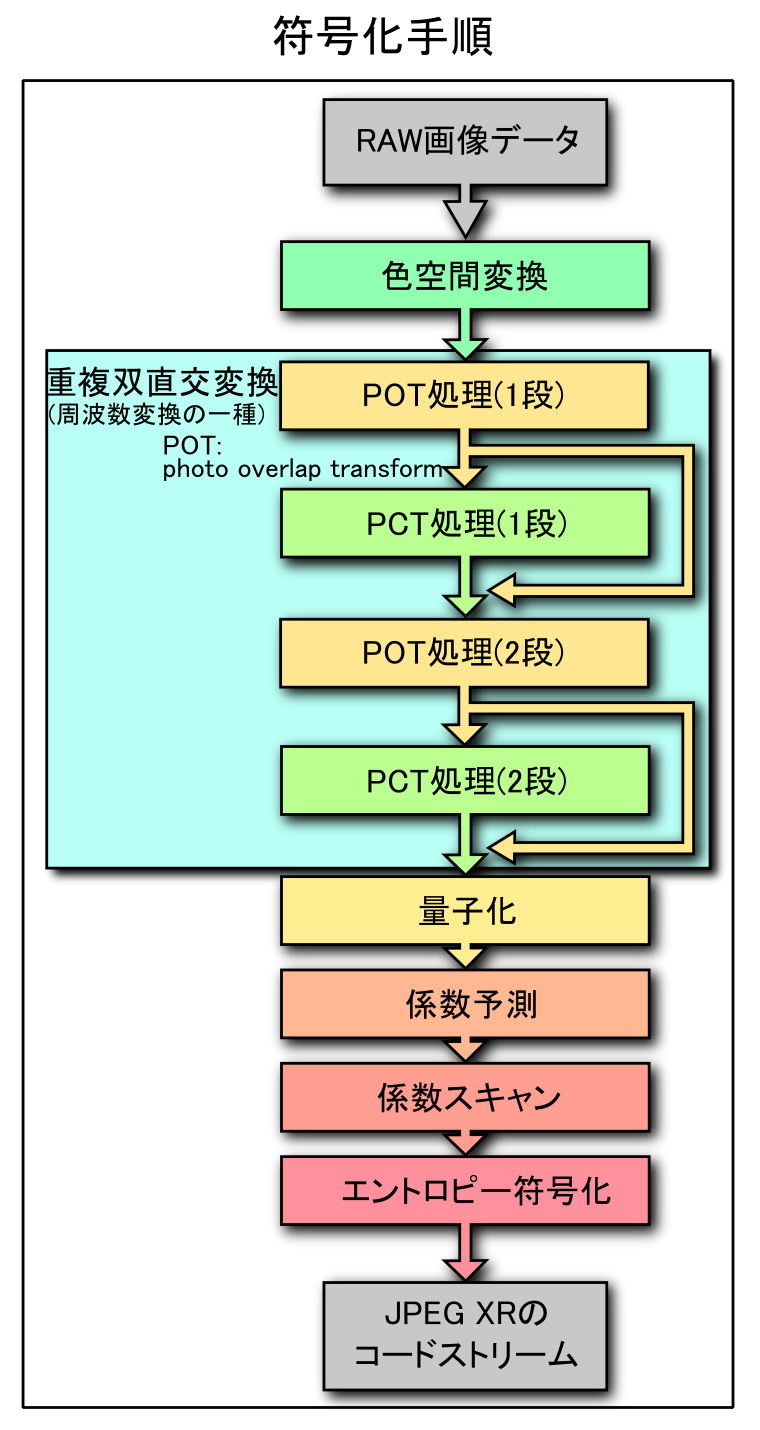
符号化処理手順

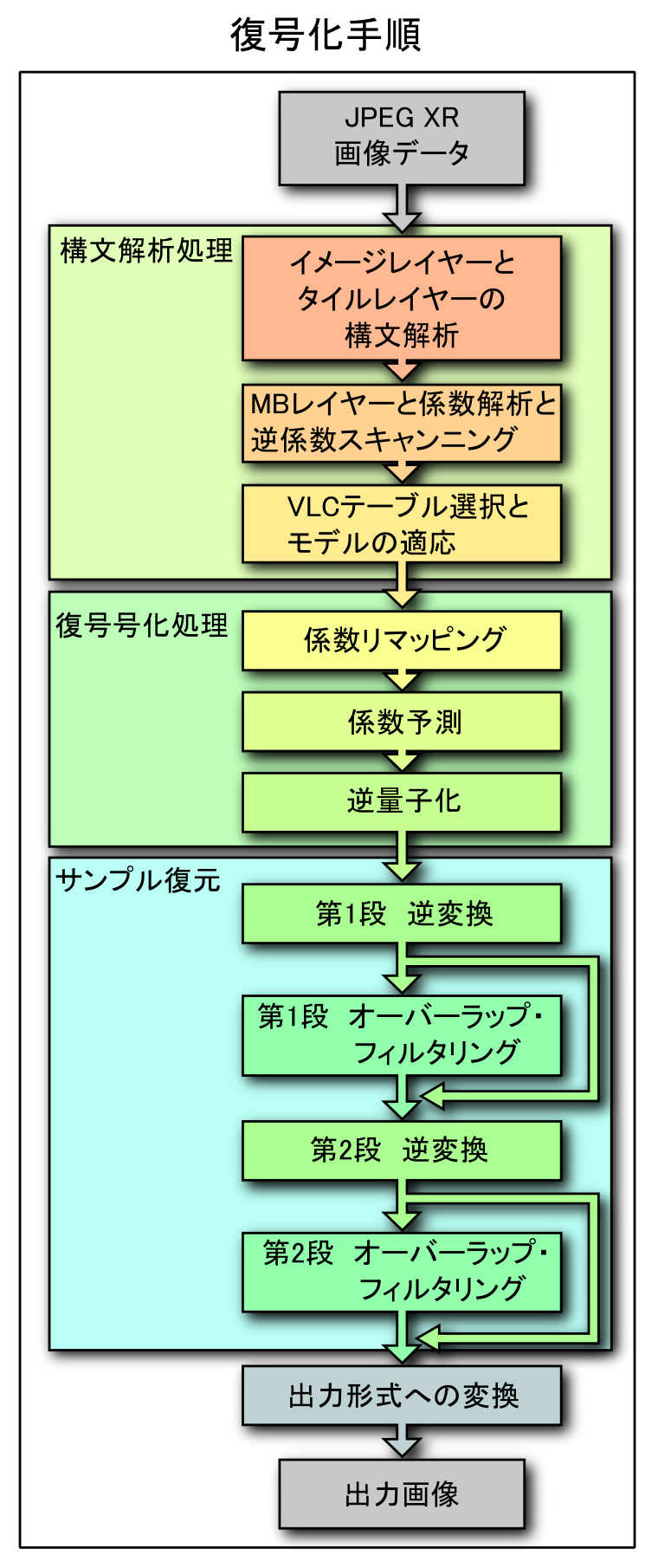
復号処理手順

## 歴史
2006年5月に米マイクロソフトはWinHEC 2006において「Windows Media Photo」を発表した。同年11月に同社はWindows Media Photoを「HD Photo」に改名し、その後のWindows Vistaで標準サポートした。
2007年4月に同社はISO/IECのJTC1/SC29/WG1であるJPEG（Joint Photographic Experts Group）にHD Photoを「JPEG XR」として国際標準として規定するように提起した。
2008年から2009年1月の間、JTC1/SC29/WG1は侵害される特許に関して調査を行なった。
2009年1月19-23日の5日間、サンフランシスコで開かれた47回WG1会議で、2009年末に正式にJPEG XRとして公開されるものとされた。
2013年4月に、マイクロソフトはオープンソース（BSDライセンス）のライブラリ「jxrlib」を公開し、1.1では圧縮品質を改善したとしている。これまでのHD Photo Device Porting KitのライセンスとGNU GPLの間には互換性がなかったが、jxrlibの登場でこの問題が解決した。

## 技術

### 処理手順
デジタルカメラの撮像素子によって作られるRAW画像データは、符号化処理を経てJPEG XR規格に沿った静止画像ファイルとして記憶領域に格納される。カメラの記憶領域に格納された静止画像ファイルは、PCなどに転送されて、必要に応じて復号処理が行なわれ、ビットイメージに展開される。
以下に符号化処理と復号処理の概要について示す。
符号化処理
RAW画像データを受け取る
- 画像全体の処理
  1. 色空間変換：RGBやCMYKなどからYUV・YUVKに変換する
  2. 重複双直交変換（周波数領域への変換の一種）
    1. POT処理（1段） : タイルやマクロブロック、ブロックの境界部分を保つ
    2. PCT処理（1段） : PCT係数の直流成分 (DC) における縦と横の解像度を1/4としたLow Passを生成する
    3. POT処理（2段）
    4. PCT処理（2段） : Low Pass の縦と横の解像度を1/4としたHigh Passを生成する

- 各タイル内の処理
  1. 量子化 : DC、Low Pass、High Passという3段階の係数の範囲（ダイナミック・レンジ）を減らす
  2. 係数予測 : 左と上のマクロブロックを参照する。DC、Low Pass、High passのそれぞれに実施
  3. 係数スキャン : ゼロが連続する確率を高めて符号化効率を上げる
  4. エントロピー符号化

JPEG XRのコードストリームを出力する
復号処理
JPEG XRのコードストリームを受け取る
1. 構文解析処理
  1. イメージレイヤーとタイルレイヤーの構文解析
  2. MBレイヤーと係数解析と逆係数スキャンニング
  3. VLCテーブル選択とモデルの適応

2. 復号号化処理
  1. 係数リマッピング
  2. 係数予測
  3. 逆量子化

3. サンプル復元
  1. 第1段 逆変換
  2. 第1段 オーバーラップ・フィルタリング
  3. 第2段 逆変換
  4. 第2段 オーバーラップ・フィルタリング

出力処理

### 他規格との比較
JPEGとJPEG 2000、JPEG XR、WebPという、静止画像に関する主な競合規格の比較を以下に示す。
| 規格名                    | JPEG                                                         | JPEG 2000                                                                                                  | JPEG XR                                           | WebP                                             |
| ------------------------- | ------------------------------------------------------------ | --- | ------------------------------------------------- | ------------------------------------------------ |
| 規格時の1色当りのビット数 | 8ビット                                                      | 8 - 12ビット                                                                                               | 8 - 32ビット                                      | 8ビット                                          |
| 可逆圧縮・非可逆圧縮      | 選択不可（非可逆圧縮のみ） （別に JPEG LS という規格がある） | 選択可 | 選択可                                            | 選択可                                           |
| 主な符号化技術            | 離散コサイン変換 ハフマン符号                                | ウェーブレット変換 EBCOT                                                                                   | 重複双直交変換 適応型VLC                          | 動画コーデック VP8 の技術を使用                  |
| 採用機器・OS              | ほぼ全てのカメラやOSが対応                                   | デジタルシネマや医用画像処理、監視カメラ、放送局の2次配信等の業務用途に使用 Appleが OS X や iOS で標準対応 | マイクロソフトが Windows Vista 以降のOSで標準対応 | グーグルが Android (4.0以降) で標準対応          |
| 採用ウェブブラウザ        | 主要ブラウザ全てが標準対応                                   | OS X や iOS で動作する Safari が標準対応                                                                   | Internet Explorer (9以降) が標準対応              | Google Chrome, Opera, Mozilla Firefox が標準対応 |
| ライブラリ                | libjpeg, libjpeg-turbo                                       | OpenJPEG, JasPer, Kakadu                                                                                   | jxrlib                                            | libwebp                                          |

後から登場したJPEG XRは以前から標準規格として存在するJPEG 2000に比べて技術的な新規性が薄い。JPEGより後発の規格はどれもJPEGに比べて高圧縮を実現出来るが、その中で最も早く規格化されたJPEG 2000が広く使われなかったのは、Windowsやウェブブラウザがサポートしなかったことだけが理由ではない。JPEG 2000が必要とするハードウェア回路規模はJPEG XRの2倍以上、メモリ容量は8倍程度とされ、JPEGと比べればそれぞれ15倍弱と94倍となり、これがJPEG 2000がデジタルカメラに採用されなかった主な理由であった。またJPEG 2000では画像によって処理時間に長短が生じるため、カメラ・メーカーは連写速度を誇れないことも採用の障害となった。

### カメラ採用への課題
Microsoft Windows以外のOSで標準でサポートされておらず、またAppleはJPEGの代替として後発規格であるHEIFを採用しJPEG XRを採用する予定はないので、デジタルカメラでの採用の見込みはまったく立っていない。
2008年12月でのデジタルカメラの撮像素子の状況は、大きく2つに分れられる。1つ目のグループは、一眼レフのような高級機種である。こういったカメラでは70dBほどのダイナミックレンジを備えた撮像素子が既に使用されており、12ビット階調が適している。このような高級機種では、撮像素子に限れば現状のままでも、JPEG XRでの利用が望ましいことになるが、外部出力をHDMI 1.3としたり、背面搭載の液晶モニターをより広色域のものに替える必要があるかもしれない。もう1つのグループは、コンパクトデジタルカメラと呼ばれるもので、これらの多くは、撮像素子のダイナミックレンジが60dB程度のものであるため、8ビット階調を越える撮影を行なうには、より上位の撮像素子が求められる。
HDRの登場やRAW形式の採用などから推定可能なように、現状のカメラ出力がユーザーの、特に一眼レフを購入するユーザー層の性能や利便性への要求を満たしていないのは明らかだが、JPEG 2000のものと比べれば、JPEG XRへの対応のために搭載すべき回路規模は現実的であるとはいえ、普及の見込みはまだ不透明である。
また、JPEG XRの採用で実現されるような、色のダイナミックレンジを広げるということは、単純な表現力の向上だけが利点ではない。一眼レフカメラでもそうであるが、特にライトユーザーがコンパクトカメラで気軽に人物等を撮った写真において、「黒つぶれ」や「白とび」が生じていても、色のダイナミックレンジが広ければ、後にレタッチ・ソフトウェアによって、より自然な補正がより簡単に行えるような余裕が出来やすくなることが期待される。

### Motion JPEG XR
JPEG XR規格には、静止画の「JPEG XR」だけでなく、各フレームにJPEG XRを配置した動画圧縮形式である「Motion JPEG XR」が含まれている（ISO/IEC 29199-3:2010）。Motion JPEG XRは、米Appleが標準化を推進していた。

## 対応ソフトウェア
- Microsoft
  - Internet Explorer 9 以降 (Windows Imaging Component)
  - Microsoft Expression Design
  - Windows フォト ギャラリー
- Adobe
  - Adobe Photoshop CS2 以降
  - Adobe Flash Player 11.0, Adobe AIR 3.0 以降
- GIMP
- IrfanView
- Paint.NET
- XnView
- Zoner Photo Studio
- JPEGView